# Wagner Bazin WB
Wagner Bazin WB (Kod UCI: WB2) – belgijska zawodowa grupa kolarska założona w 2011. W latach 2011–2016 należała do dywizji UCI Continental Teams, a od 2017 znajduje się w dywizji UCI Professional Continental Teams.

## Nazwa grupy w poszczególnych latach
| lata      | nazwa                              |
| --------- | ---------------------------------- |
| 2011–2012 | Wallonie Bruxelles-Crédit Agricole |
| 2013–2015 | Wallonie-Bruxelles                 |
| 2016      | Wallonie Bruxelles-Group Protect   |
| 2017      | WB Veranclassic Aqua Protect       |
| 2018      | WB Aqua Protect Veranclassic       |
| 2019      | Wallonie Bruxelles                 |
| 2020      | Bingoal-Wallonie Bruxelles         |
| 2021–2022 | Bingoal Pauwels Sauces WB          |
| 2023–2024 | Bingoal WB                         |
| od 2025   | Wagner Bazin WB                    |

## Sezony

### 2025

#### Skład
| Skład drużyny 2025      | Skład drużyny 2025   | Skład drużyny 2025 | Skład drużyny 2025                    |
| Imię i nazwisko         | Data urodzenia       | Państwo            | Poprzednia grupa                      |
| ----------------------- | -------------------- | ------------------ | ------------------------------------- |
| Jocelyn Baguelin        | 2 maja 1999          | Francja            | Morbihan Adris Gwendal Oliveux (2024) |
| Pierre Barbier          | 25 września 1997     | Francja            | Philippe Wagner-Bazin (2024)          |
| Quentin Bezza           | 24 marca 1998        | Francja            | Philippe Wagner-Bazin (2024)          |
| Luca De Meester         | 22 stycznia 2000     | Belgia             | Bingoal WB Devo Team (2023)           |
| Floris De Tier          | 20 stycznia 1992     | Belgia             | Alpecin-Deceuninck (2022)             |
| Ceriel Desal            | 20 października 1999 | Belgia             | EFC-L&R-Vulsteke (2021)               |
| Michiel Lambrecht       | 10 lutego 2003       | Belgia             | Bingoal WB Devo Team (2024)           |
| Louka Matthys           | 31 grudnia 1999      | Belgia             | CC Nogent-sur-Oise (2023)             |
| Johan Meens             | 7 lipca 1999         | Belgia             | Bingoal WB Development (2021)         |
| Victor Papon            | 25 stycznia 2001     | Francja            | Paris Cycliste Olympique (2024)       |
| Davide Persico          | 1 kwietnia 2001      | Włochy             | Colpack-Ballan (2023)                 |
| Tom Portsmouth          | 19 grudnia 2001      | Wielka Brytania    | Bingoal WB Devo Team (2023)           |
| Henri-François Haquin   | 12 grudnia 2002      | Francja            | Club Cycliste d'Étupes (2024)         |
| Jens Reynders           | 25 maja 1998         | Belgia             | Bingoal WB Devo Team (2024)           |
| Marco Tizza             | 6 lutego 1992        | Włochy             | Amore & Vita (2021)                   |
| Leander Van Hautegem    | 9 marca 2003         | Belgia             | Soudal Quick-Step Devo Team (2024)    |
| Axandre Van Petegem     | 13 stycznia 2002     | Belgia             | Lidl-Trek Future Racing (2024)        |
| Kenneth Van Rooy        | 8 października 1993  | Belgia             | Sport Vlaanderen-Baloise (2022)       |
| Jelle Vermoote          | 29 sierpnia 2001     | Belgia             | Circus-Re Uz-Technord (2023)          |
| Giacomo Villa           | 29 stycznia 2002     | Włochy             | Biesse-Carrera (2023)                 |
| Loïc Vliegen            | 20 grudnia 1993      | Belgia             | Intermarché-Circus-Wanty (2023)       |
| Sasha Weemaes           | 9 lutego 1998        | Belgia             | Human Powered Health (2023)           |
|                         |                      |                    |                                       |
| Źródło: ProCyclingStats |                      |                    |                                       |

#### Zwycięstwa
| Zwycięstwa | Zwycięstwa               | Zwycięstwa                   | Zwycięstwa | Zwycięstwa    | Zwycięstwa |
| Data       | Wyścig                   | Państwo                      | Kategoria  | Zwycięzca     |            |
| ---------- | ------------------------ | ---------------------------- | ---------- | ------------- | ---------- |
| 26 sty     | Tour of Sharjah, 3. etap | Zjednoczone Emiraty Arabskie | 2.2        | Quentin Bezza |            |

### 2024

#### Skład
| Skład drużyny 2024            | Skład drużyny 2024   | Skład drużyny 2024 | Skład drużyny 2024                           |
| Imię i nazwisko               | Data urodzenia       | Państwo            | Poprzednia grupa                             |
| ----------------------------- | -------------------- | ------------------ | -------------------------------------------- |
| Louis Blouwe                  | 19 listopada 1999    | Belgia             | Bingoal WB Development (2021)                |
| Luca De Meester               | 22 stycznia 2000     | Belgia             | Bingoal WB Devo Team (2023)                  |
| Floris De Tier                | 20 stycznia 1992     | Belgia             | Alpecin-Deceuninck (2022)                    |
| Ceriel Desal                  | 20 października 1999 | Belgia             | EFC-L&R-Vulsteke (2021)                      |
| Louka Matthys                 | 31 grudnia 1999      | Belgia             | CC Nogent-sur-Oise (2023)                    |
| Johan Meens                   | 7 lipca 1999         | Belgia             | Bingoal WB Development (2021)                |
| Julian Mertens (1 sty–31 maj) | 6 października 1997  | Belgia             | Sport Vlaanderen-Baloise (2022)              |
| Davide Persico                | 1 kwietnia 2001      | Włochy             | Colpack-Ballan (2023)                        |
| Dimitri Peyskens              | 26 listopada 1991    | Belgia             | Veranclassic-Ago (2016)                      |
| Tom Portsmouth                | 19 grudnia 2001      | Wielka Brytania    | Bingoal WB Devo Team (2023)                  |
| Alexander Salby               | 4 czerwca 1998       | Dania              | Riwal Cycling Team (2022)                    |
| Lennert Teugels               | 9 kwietnia 1993      | Belgia             | Tarteletto-Isorex (2022)                     |
| Marco Tizza                   | 6 lutego 1992        | Włochy             | Amore & Vita (2021)                          |
| Luca Van Boven                | 6 stycznia 2000      | Belgia             | Lotto-Soudal Development (2022)              |
| Aaron Van der Beken           | 13 listopada 2000    | Belgia             | Lotto-Soudal Development (2022)              |
| Kenneth Van Rooy              | 8 października 1993  | Belgia             | Sport Vlaanderen-Baloise (2022)              |
| Nathan Vandepitte             | 30 marca 2000        | Francja            | Bingoal Pauwels Sauces WB Development (2022) |
| Jelle Vermoote                | 29 sierpnia 2001     | Belgia             | Circus-Re Uz-Technord (2023)                 |
| Giacomo Villa                 | 29 stycznia 2002     | Włochy             | Biesse-Carrera (2023)                        |
| Loïc Vliegen                  | 20 grudnia 1993      | Belgia             | Intermarché-Circus-Wanty (2023)              |
| Sasha Weemaes                 | 9 lutego 1998        | Belgia             | Human Powered Health (2023)                  |
|                               |                      |                    |                                              |
| Źródło: ProCyclingStats       |                      |                    |                                              |

#### Zwycięstwa
| Zwycięstwa | Zwycięstwa                    | Zwycięstwa | Zwycięstwa | Zwycięstwa      | Zwycięstwa |
| Data       | Wyścig                        | Państwo    | Kategoria  | Zwycięzca       |            |
| ---------- | ----------------------------- | ---------- | ---------- | --------------- | ---------- |
| 9 cze      | ZLM Tour, 5. etap             | Holandia   | 2.1        | Alexander Salby |            |
| 12 lip     | Tour of Qinghai Lake, 6. etap | Chiny      | 2.Pro      | Davide Persico  |            |

### 2023

#### Skład
| Skład drużyny 2023                     | Skład drużyny 2023   | Skład drużyny 2023 | Skład drużyny 2023                           |
| Imię i nazwisko                        | Data urodzenia       | Państwo            | Poprzednia grupa                             |
| -------------------------------------- | -------------------- | ------------------ | -------------------------------------------- |
| Louis Blouwe                           | 19 listopada 1999    | Belgia             | Bingoal WB Development (2021)                |
| Dorian de Maeght                       | 13 sierpnia 1997     | Belgia             |                                              |
| Floris De Tier                         | 20 stycznia 1992     | Belgia             | Alpecin-Deceuninck (2022)                    |
| Ceriel Desal                           | 20 października 1999 | Belgia             | EFC-L&R-Vulsteke (2021)                      |
| Alexis Guérin                          | 6 czerwca 1992       | Francja            | Team Vorarlberg (2022)                       |
| Karl Patrick Lauk                      | 9 stycznia 1997      | Estonia            | Pro Immo Nicolas Roux (2021)                 |
| Matteo Malucelli                       | 20 października 1993 | Włochy             | China Glory Continental Cycling Team (2022)  |
| Johan Meens                            | 7 lipca 1999         | Belgia             | Bingoal WB Development (2021)                |
| Julian Mertens                         | 6 października 1997  | Belgia             | Sport Vlaanderen-Baloise (2022)              |
| Rémy Mertz                             | 17 lipca 1995        | Belgia             | Lotto-Soudal (2020)                          |
| Dimitri Peyskens                       | 26 listopada 1991    | Belgia             | Veranclassic-Ago (2016)                      |
| Ludovic Robeet                         | 22 maja 1994         | Belgia             | Color Code-Arden'Beef (2016)                 |
| Alexander Salby                        | 4 czerwca 1998       | Dania              | Riwal Cycling Team (2022)                    |
| Lennert Teugels                        | 9 kwietnia 1993      | Belgia             | Tarteletto-Isorex (2022)                     |
| Marco Tizza                            | 6 lutego 1992        | Włochy             | Amore & Vita (2021)                          |
| Luca Van Boven                         | 6 stycznia 2000      | Belgia             | Lotto-Soudal Development (2022)              |
| Aaron Van der Beken                    | 13 listopada 2000    | Belgia             | Lotto-Soudal Development (2022)              |
| Guillaume Van Keirsbulck               | 14 lutego 1991       | Belgia             | Alpecin-Deceuninck (2022)                    |
| Kenneth Van Rooy                       | 8 października 1993  | Belgia             | Sport Vlaanderen-Baloise (2022)              |
| Nathan Vandepitte                      | 30 marca 2000        | Francja            | Bingoal Pauwels Sauces WB Development (2022) |
| Davide Persico (1 sie–1 gru, stażysta) | 1 kwietnia 2001      | Włochy             | Colpack-Ballan (2023)                        |
| Louka Matthys (1 sie–31 gru, stażysta) | 31 grudnia 1999      | Belgia             |                                              |
|                                        |                      |                    |                                              |
| Źródło: ProCyclingStats                |                      |                    |                                              |

#### Zwycięstwa
| Zwycięstwa | Zwycięstwa                                           | Zwycięstwa | Zwycięstwa | Zwycięstwa        | Zwycięstwa |
| Data       | Wyścig                                               | Państwo    | Kategoria  | Zwycięzca         |            |
| ---------- | ---------------------------------------------------- | ---------- | ---------- | ----------------- | ---------- |
| 28 sty     | La Tropicale Amissa Bongo, 6. etap                   | Gabon      | 2.1        | Karl Patrick Lauk |            |
| 29 sty     | La Tropicale Amissa Bongo, 7. etap                   | Gabon      | 2.1        | Alexander Salby   |            |
| 24 mar     | Settimana Internazionale di Coppi e Bartali, 4. etap | Włochy     | 2.1        | Alexis Guérin     |            |

### 2022

#### Skład
| Skład drużyny 2022              | Skład drużyny 2022   | Skład drużyny 2022 | Skład drużyny 2022                    |
| Imię i nazwisko                 | Data urodzenia       | Państwo            | Poprzednia grupa                      |
| ------------------------------- | -------------------- | ------------------ | ------------------------------------- |
| Stanisław Aniołkowski           | 20 stycznia 1997     | Polska             | CCC Development (2020)                |
| Louis Blouwe                    | 19 listopada 1999    | Belgia             | Bingoal WB Development (2021)         |
| Dorian de Maeght                | 13 sierpnia 1997     | Belgia             |                                       |
| Ceriel Desal                    | 20 października 1999 | Belgia             | EFC-L&R-Vulsteke (2021)               |
| Timothy Dupont                  | 1 listopada 1987     | Belgia             | Circus-Wanty Gobert (2020)            |
| Karl Patrick Lauk               | 9 stycznia 1997      | Estonia            | Pro Immo Nicolas Roux (2021)          |
| Arjen Livyns                    | 1 września 1994      | Belgia             | Roompot-Charles (2019)                |
| Johan Meens                     | 7 lipca 1999         | Belgia             | Bingoal WB Development (2021)         |
| Milan Menten                    | 31 października 1996 | Belgia             | Sport Vlaanderen-Baloise (2020)       |
| Rémy Mertz                      | 17 lipca 1995        | Belgia             | Lotto-Soudal (2020)                   |
| Kenny Molly                     | 24 grudnia 1996      | Belgia             | AGO-Aqua Service (2018)               |
| Mathijs Paasschens              | 18 marca 1996        | Holandia           | Home Solution-Anmapa-Soenens (2018)   |
| Tom Paquot                      | 22 września 1999     | Belgia             | Wallonie-Bruxelles Development (2020) |
| Dimitri Peyskens                | 26 listopada 1991    | Belgia             | Veranclassic-Ago (2016)               |
| Laurenz Rex                     | 15 grudnia 1999      | Belgia             | Wallonie-Bruxelles Development (2020) |
| Ludovic Robeet                  | 22 maja 1994         | Belgia             | Color Code-Arden'Beef (2016)          |
| Marco Tizza                     | 6 lutego 1992        | Włochy             | Amore & Vita (2021)                   |
| Quentin Venner                  | 15 czerwca 1998      | Belgia             | Wallonie-Bruxelles Development (2020) |
| Luc Wirtgen                     | 7 lipca 1998         | Luksemburg         | Wallonie-Bruxelles Development (2019) |
| Tom Wirtgen                     | 4 marca 1996         | Luksemburg         | AGO-Aqua Service (2018)               |
| Bas Tietema (1 lut–31 gru)      | 29 stycznia 1995     | Holandia           | Allinq-Krush-De IJsselstreek (2020)   |
| Attilio Viviani (22 mar–31 gru) | 18 października 1996 | Włochy             | Cofidis (2021)                        |
|                                 |                      |                    |                                       |
| Źródło: ProCyclingStats         |                      |                    |                                       |

#### Zwycięstwa
| Zwycięstwa | Zwycięstwa                        | Zwycięstwa | Zwycięstwa | Zwycięstwa     | Zwycięstwa |
| Data       | Wyścig                            | Państwo    | Kategoria  | Zwycięzca      |            |
| ---------- | --------------------------------- | ---------- | ---------- | -------------- | ---------- |
| 6 mar      | Grand Prix de la Ville de Lillers | Francja    | 1.2        | Milan Menten   |            |
| 11 cze     | ZLM Tour, 4. etap                 | Holandia   | 2.Pro      | Timothy Dupont |            |

### 2021

#### Skład
| Skład drużyny 2021                    | Skład drużyny 2021   | Skład drużyny 2021 | Skład drużyny 2021                    |
| Imię i nazwisko                       | Data urodzenia       | Państwo            | Poprzednia grupa                      |
| ------------------------------------- | -------------------- | ------------------ | ------------------------------------- |
| Stanisław Aniołkowski                 | 20 stycznia 1997     | Polska             | CCC Development (2020)                |
| Jonas Castrique                       | 13 stycznia 1997     | Belgia             | Wallonie-Bruxelles Development (2019) |
| Sean De Bie                           | 3 października 1991  | Belgia             | Roompot-Charles (2019)                |
| Timothy Dupont                        | 1 listopada 1987     | Belgia             | Circus-Wanty Gobert (2020)            |
| Laurens Huys                          | 24 września 1998     | Belgia             | Lotto-Soudal U23 (2019)               |
| Arjen Livyns                          | 1 września 1994      | Belgia             | Roompot-Charles (2019)                |
| Milan Menten                          | 31 października 1996 | Belgia             | Sport Vlaanderen-Baloise (2020)       |
| Rémy Mertz                            | 17 lipca 1995        | Belgia             | Lotto-Soudal (2020)                   |
| Kenny Molly                           | 24 grudnia 1996      | Belgia             | AGO-Aqua Service (2018)               |
| Mathijs Paasschens                    | 18 marca 1996        | Holandia           | Home Solution-Anmapa-Soenens (2018)   |
| Tom Paquot                            | 22 września 1999     | Belgia             | Wallonie-Bruxelles Development (2020) |
| Dimitri Peyskens                      | 26 listopada 1991    | Belgia             | Veranclassic-Ago (2016)               |
| Laurenz Rex                           | 15 grudnia 1999      | Belgia             | Wallonie-Bruxelles Development (2020) |
| Ludovic Robeet                        | 22 maja 1994         | Belgia             | Color Code-Arden'Beef (2016)          |
| Joël Suter                            | 25 października 1998 | Szwajcaria         | Akros-Thömus (2019)                   |
| Boris Vallée                          | 3 czerwca 1993       | Belgia             | Wanty-Gobert (2019)                   |
| Jelle Vanendert                       | 19 lutego 1985       | Belgia             | Lotto-Soudal (2019)                   |
| Quentin Venner                        | 15 czerwca 1998      | Belgia             | Wallonie-Bruxelles Development (2020) |
| Luc Wirtgen                           | 7 lipca 1998         | Luksemburg         | Wallonie-Bruxelles Development (2019) |
| Tom Wirtgen                           | 4 marca 1996         | Luksemburg         | AGO-Aqua Service (2018)               |
| Ceriel Desal (1 sie–31 gru, stażysta) | 20 października 1999 | Belgia             | EFC-L&R-Vulsteke (2021)               |
|                                       |                      |                    |                                       |
| Źródło: ProCyclingStats               |                      |                    |                                       |

#### Zwycięstwa
| Zwycięstwa | Zwycięstwa                  | Zwycięstwa | Zwycięstwa | Zwycięstwa     | Zwycięstwa |
| Data       | Wyścig                      | Państwo    | Kategoria  | Zwycięzca      |            |
| ---------- | --------------------------- | ---------- | ---------- | -------------- | ---------- |
| 4 lut      | Étoile de Bessèges, 2. etap | Francja    | 2.1        | Timothy Dupont |            |
| 17 mar     | Nokere Koerse               | Belgia     | 1.Pro      | Ludovic Robeet |            |
| 30 wrz     | Tour of Croatia, 3. etap    | Chorwacja  | 2.1        | Milan Menten   |            |

### 2020

#### Skład
| Skład drużyny 2020      | Skład drużyny 2020   | Skład drużyny 2020 | Skład drużyny 2020                    |
| Imię i nazwisko         | Data urodzenia       | Państwo            | Poprzednia grupa                      |
| ----------------------- | -------------------- | ------------------ | ------------------------------------- |
| Jonas Castrique         | 13 stycznia 1997     | Belgia             | Wallonie-Bruxelles Development (2019) |
| Sean De Bie             | 3 października 1991  | Belgia             | Roompot-Charles (2019)                |
| Laurens Huys            | 24 września 1998     | Belgia             | Lotto-Soudal U23 (2019)               |
| Kevyn Ista              | 22 listopada 1984    | Belgia             | IAM Cycling (2014)                    |
| Eliot Lietaer           | 15 sierpnia 1990     | Belgia             | Sport Vlaanderen-Baloise (2017)       |
| Arjen Livyns            | 1 września 1994      | Belgia             | Roompot-Charles (2019)                |
| Kenny Molly             | 24 grudnia 1996      | Belgia             | AGO-Aqua Service (2018)               |
| Julien Mortier          | 20 lipca 1997        | Belgia             | AGO-Aqua Service (2017)               |
| Aksel Nõmmela           | 22 października 1994 | Estonia            | BEAT Cycling Club (2018)              |
| Mathijs Paasschens      | 18 marca 1996        | Holandia           | Home Solution-Anmapa-Soenens (2018)   |
| Dimitri Peyskens        | 26 listopada 1991    | Belgia             | Veranclassic-Ago (2016)               |
| Baptiste Planckaert     | 28 września 1988     | Belgia             | Katusha-Alpecin (2018)                |
| Ludovic Robeet          | 22 maja 1994         | Belgia             | Color Code-Arden'Beef (2016)          |
| Franklin Six            | 29 grudnia 1996      | Belgia             | AGO-Aqua Service (2017)               |
| Joël Suter              | 25 października 1998 | Szwajcaria         | Akros-Thömus (2019)                   |
| Lionel Taminiaux        | 21 maja 1996         | Belgia             | AGO-Aqua Service (2018)               |
| Boris Vallée            | 3 czerwca 1993       | Belgia             | Wanty-Gobert (2019)                   |
| Jelle Vanendert         | 19 lutego 1985       | Belgia             | Lotto-Soudal (2019)                   |
| Tom Wirtgen             | 4 marca 1996         | Luksemburg         | AGO-Aqua Service (2018)               |
| Luc Wirtgen             | 7 lipca 1998         | Luksemburg         | Wallonie-Bruxelles Development (2019) |
|                         |                      |                    |                                       |
| Źródło: ProCyclingStats |                      |                    |                                       |

#### Zwycięstwa
| Zwycięstwa | Zwycięstwa | Zwycięstwa | Zwycięstwa | Zwycięstwa | Zwycięstwa |
| Data       | Wyścig     | Państwo    | Kategoria  | Zwycięzca  |            |
| ---------- | ---------- | ---------- | ---------- | ---------- | ---------- |

### 2019

#### Skład
| Skład drużyny 2019                       | Skład drużyny 2019   | Skład drużyny 2019 | Skład drużyny 2019                    |
| Imię i nazwisko                          | Data urodzenia       | Państwo            | Poprzednia grupa                      |
| ---------------------------------------- | -------------------- | ------------------ | ------------------------------------- |
| Kenny Dehaes                             | 10 listopada 1984    | Belgia             | Wanty-Groupe Gobert (2017)            |
| Kevyn Ista                               | 22 listopada 1984    | Belgia             | IAM Cycling (2014)                    |
| Justin Jules                             | 20 września 1986     | Francja            | Veranclassic-Ago (2016)               |
| Emīls Liepiņš                            | 29 października 1992 | Łotwa              | ONE Pro Cycling (2018)                |
| Eliot Lietaer                            | 15 sierpnia 1990     | Belgia             | Sport Vlaanderen-Baloise (2017)       |
| Kenny Molly                              | 24 grudnia 1996      | Belgia             | AGO-Aqua Service (2018)               |
| Julien Mortier                           | 20 lipca 1997        | Belgia             | AGO-Aqua Service (2017)               |
| Aksel Nõmmela                            | 22 października 1994 | Estonia            | BEAT Cycling Club (2018)              |
| Mathijs Paasschens                       | 18 marca 1996        | Holandia           | Home Solution-Anmapa-Soenens (2018)   |
| Dimitri Peyskens                         | 26 listopada 1991    | Belgia             | Veranclassic-Ago (2016)               |
| Baptiste Planckaert                      | 28 września 1988     | Belgia             | Katusha-Alpecin (2018)                |
| Ludovic Robeet                           | 22 maja 1994         | Belgia             | Color Code-Arden'Beef (2016)          |
| Franklin Six                             | 29 grudnia 1996      | Belgia             | AGO-Aqua Service (2017)               |
| Lukas Spengler                           | 16 września 1994     | Szwajcaria         | BMC Development (2016)                |
| Lionel Taminiaux                         | 21 maja 1996         | Belgia             | AGO-Aqua Service (2018)               |
| Tom Wirtgen                              | 4 marca 1996         | Luksemburg         | AGO-Aqua Service (2018)               |
| Jonas Castrique (1 sie–31 gru, stażysta) | 13 stycznia 1997     | Belgia             | Lotto-Soudal U23 (2018)               |
| Laurens Huys (1 sie–31 gru, stażysta)    | 24 września 1998     | Belgia             | Lotto-Soudal U23 (2019)               |
| Tom Paquot (18 wrz–31 gru, stażysta)     | 22 września 1999     | Belgia             | Wallonie-Bruxelles Development (2019) |
| Lukas Spengler (10 paź–31 gru, stażysta) | 16 września 1994     | Szwajcaria         | BMC Development (2016)                |
| Luc Wirtgen (1 sie–31 gru, stażysta)     | 7 lipca 1998         | Luksemburg         | Leopard Pro Cycling (2018)            |
|                                          |                      |                    |                                       |
| Źródła: ProCyclingStats Cycling Quotient |                      |                    |                                       |

#### Zwycięstwa
| Zwycięstwa | Zwycięstwa                                             | Zwycięstwa | Zwycięstwa | Zwycięstwa          | Zwycięstwa |
| Data       | Wyścig                                                 | Państwo    | Kategoria  | Zwycięzca           |            |
| ---------- | ------------------------------------------------------ | ---------- | ---------- | ------------------- | ---------- |
| 27 mar     | Settimana Internazionale di Coppi e Bartali, 1. A etap | Włochy     | 2.1        | Emīls Liepiņš       |            |
| 30 mar     | Settimana Internazionale di Coppi e Bartali, 4. etap   | Włochy     | 2.1        | Ludovic Robeet      |            |
| 7 kwi      | La Roue Tourangelle                                    | Francja    | 1.1        | Lionel Taminiaux    |            |
| 17 maj     | Vuelta a Aragón, 1. etap                               | Hiszpania  | 2.1        | Justin Jules        |            |
| 2 cze      | Rund um Köln                                           | Niemcy     | 1.1        | Baptiste Planckaert |            |

### 2018

#### Skład
| Skład drużyny 2018                        | Skład drużyny 2018   | Skład drużyny 2018 | Skład drużyny 2018                           |
| Imię i nazwisko                           | Data urodzenia       | Państwo            | Poprzednia grupa                             |
| ----------------------------------------- | -------------------- | ------------------ | -------------------------------------------- |
| Ludwig De Winter                          | 31 grudnia 1992      | Belgia             | Color Code-Biowanze (2014)                   |
| Kenny Dehaes                              | 10 listopada 1984    | Belgia             | Wanty-Groupe Gobert (2017)                   |
| Sébastien Delfosse                        | 29 listopada 1982    | Belgia             | Crelan-Euphony (2013)                        |
| Thomas Deruette                           | 6 lipca 1995         | Belgia             | Differdange-Losch (2015)                     |
| Jimmy Duquennoy (1 sty–5 paź, Przypis)    | 9 czerwca 1995       | Belgia             | Color Code-Aquality Protect (2015)           |
| Grégory Habeaux (1 sty–11 kwi)            | 20 października 1982 | Belgia             | Wanty-Groupe Gobert (2014)                   |
| Kevyn Ista                                | 22 listopada 1984    | Belgia             | IAM Cycling (2014)                           |
| Justin Jules                              | 20 września 1986     | Francja            | Veranclassic-Ago (2016)                      |
| Alex Kirsch                               | 12 czerwca 1992      | Luksemburg         | Stölting Service Group (2016)                |
| Christophe Masson                         | 6 września 1985      | Francja            | Veranclassic-Ago (2016)                      |
| Julien Mortier                            | 20 lipca 1997        | Belgia             | AGO-Aqua Service (2017)                      |
| Dimitri Peyskens                          | 26 listopada 1991    | Belgia             | Veranclassic-Ago (2016)                      |
| Ludovic Robeet                            | 22 maja 1994         | Belgia             | Color Code-Arden'Beef (2016)                 |
| Franklin Six                              | 29 grudnia 1996      | Belgia             | AGO-Aqua Service (2017)                      |
| Lukas Spengler                            | 16 września 1994     | Szwajcaria         | BMC Development (2016)                       |
| Julien Stassen (1 sty–14 paź)             | 20 października 1988 | Belgia             | Idemasport-Biowanze (2012)                   |
| Maxime Vantomme                           | 8 marca 1986         | Belgia             | Roubaix Métropole européenne de Lille (2016) |
| Antoine Warnier (1 sty–3 paź)             | 24 czerwca 1993      | Belgia             | Color Code-Biowanze (2014)                   |
| Eliot Lietaer                             | 15 sierpnia 1990     | Belgia             | Sport Vlaanderen-Baloise (2017)              |
| Kenny Molly (1 sie–31 gru, stażysta)      | 24 grudnia 1996      | Belgia             | AGO-Aqua Service (2018)                      |
| Lionel Taminiaux (1 sie–31 gru, stażysta) | 21 maja 1996         | Belgia             | AGO-Aqua Service (2018)                      |
| Tom Wirtgen (1 sie–31 gru, stażysta)      | 4 marca 1996         | Luksemburg         | Leopard Pro Cycling (2017)                   |
|                                           |                      |                    |                                              |
| Źródło: ProCyclingStats                   |                      |                    |                                              |

Przypis: Jimmy Duquennoy, śmierć

#### Zwycięstwa
| Zwycięstwa | Zwycięstwa           | Zwycięstwa | Zwycięstwa | Zwycięstwa   | Zwycięstwa |
| Data       | Wyścig               | Państwo    | Kategoria  | Zwycięzca    |            |
| ---------- | -------------------- | ---------- | ---------- | ------------ | ---------- |
| 18 mar     | Grand Prix de Denain | Francja    | 1.HC       | Kenny Dehaes |            |

### 2017

#### Skład
| Skład drużyny 2017                                        | Skład drużyny 2017   | Skład drużyny 2017 | Skład drużyny 2017                           |
| Imię i nazwisko                                           | Data urodzenia       | Państwo            | Poprzednia grupa                             |
| --------------------------------------------------------- | -------------------- | ------------------ | -------------------------------------------- |
| Ludwig De Winter                                          | 31 grudnia 1992      | Belgia             | Color Code-Biowanze (2014)                   |
| Sébastien Delfosse                                        | 29 listopada 1982    | Belgia             | Crelan-Euphony (2013)                        |
| Tom Dernies                                               | 22 listopada 1990    | Belgia             | Lotto-Bodysol Pôle Continental Wallon (2011) |
| Thomas Deruette                                           | 6 lipca 1995         | Belgia             | Differdange-Losch (2015)                     |
| Jimmy Duquennoy                                           | 9 czerwca 1995       | Belgia             | Color Code-Aquality Protect (2015)           |
| Grégory Habeaux                                           | 20 października 1982 | Belgia             | Wanty-Groupe Gobert (2014)                   |
| Kevyn Ista                                                | 22 listopada 1984    | Belgia             | IAM Cycling (2014)                           |
| Roy Jans                                                  | 15 września 1990     | Belgia             | Wanty-Groupe Gobert (2016)                   |
| Justin Jules                                              | 20 września 1986     | Francja            | Veranclassic-Ago (2016)                      |
| Alex Kirsch                                               | 12 czerwca 1992      | Luksemburg         | Stölting Service Group (2016)                |
| Christophe Masson                                         | 6 września 1985      | Francja            | Veranclassic-Ago (2016)                      |
| Lawrence Naesen                                           | 28 sierpnia 1992     | Belgia             | Cibel-Cebon (2016)                           |
| Olivier Pardini                                           | 30 lipca 1985        | Belgia             | Verandas Willems (2015)                      |
| Dimitri Peyskens                                          | 26 listopada 1991    | Belgia             | Veranclassic-Ago (2016)                      |
| Ludovic Robeet                                            | 22 maja 1994         | Belgia             | Color Code-Arden'Beef (2016)                 |
| Lukas Spengler                                            | 16 września 1994     | Szwajcaria         | BMC Development (2016)                       |
| Julien Stassen                                            | 20 października 1988 | Belgia             | Idemasport-Biowanze (2012)                   |
| Maxime Vantomme                                           | 8 marca 1986         | Belgia             | Roubaix Métropole européenne de Lille (2016) |
| Antoine Warnier                                           | 24 czerwca 1993      | Belgia             | Color Code-Biowanze (2014)                   |
| Julien Mortier (1 sie–31 gru, stażysta)                   | 20 lipca 1997        | Belgia             | AGO-Aqua Service (2017)                      |
| Lionel Taminiaux (1 sie–31 gru, stażysta)                 | 21 maja 1996         | Belgia             | AGO-Aqua Service (2017)                      |
|                                                           |                      |                    |                                              |
| Źródła: ProCyclingStats Cycling Quotient Cycling Archives |                      |                    |                                              |

#### Zwycięstwa
| Zwycięstwa | Zwycięstwa                           | Zwycięstwa | Zwycięstwa | Zwycięstwa         | Zwycięstwa |
| Data       | Wyścig                               | Państwo    | Kategoria  | Zwycięzca          |            |
| ---------- | ------------------------------------ | ---------- | ---------- | ------------------ | ---------- |
| 21 lut     | Tour de La Provence, 1. etap         | Francja    | 2.1        | Justin Jules       |            |
| 26 lut     | La Drôme Classic                     | Francja    | 1.1        | Sébastien Delfosse |            |
| 23 mar     | Tour de Normandie, 4. etap           | Francja    | 2.2        | Justin Jules       |            |
| 4 kwi      | Circuit de la Sarthe, 1. etap        | Francja    | 2.1        | Justin Jules       |            |
| 9 kwi      | Circuit des Ardennes, 3. etap        | Francja    | 2.2        | Maxime Vantomme    |            |
| 23 lip     | Grand Prix de la ville de Pérenchies | Francja    | 1.2        | Roy Jans           |            |

### 2016

#### Skład
| Skład drużyny 2016                       | Skład drużyny 2016   | Skład drużyny 2016 | Skład drużyny 2016                           |
| Imię i nazwisko                          | Data urodzenia       | Państwo            | Poprzednia grupa                             |
| ---------------------------------------- | -------------------- | ------------------ | -------------------------------------------- |
| Olivier Chevalier                        | 27 lutego 1990       | Belgia             | Lotto-Bodysol (2010)                         |
| Ludwig De Winter                         | 31 grudnia 1992      | Belgia             | Color Code-Biowanze (2014)                   |
| Florent Delfosse                         | 28 sierpnia 1993     | Belgia             | Color Code-Aquality Protect (2015)           |
| Sébastien Delfosse                       | 29 listopada 1982    | Belgia             | Crelan-Euphony (2013)                        |
| Tom Dernies                              | 22 listopada 1990    | Belgia             | Lotto-Bodysol Pôle Continental Wallon (2011) |
| Thomas Deruette                          | 6 lipca 1995         | Belgia             | Differdange-Losch (2015)                     |
| Jonathan Dufrasne                        | 2 sierpnia 1987      | Belgia             | Qin (2010)                                   |
| Jimmy Duquennoy                          | 9 czerwca 1995       | Belgia             | Color Code-Aquality Protect (2015)           |
| Grégory Habeaux                          | 20 października 1982 | Belgia             | Wanty-Groupe Gobert (2014)                   |
| Kevyn Ista                               | 22 listopada 1984    | Belgia             | IAM Cycling (2014)                           |
| Olivier Pardini                          | 30 lipca 1985        | Belgia             | Verandas Willems (2015)                      |
| Baptiste Planckaert                      | 28 września 1988     | Belgia             | Roubaix Lille Métropole (2015)               |
| Gaëtan Pons                              | 1 stycznia 1992      | Belgia             | Color Code-Biowanze (2014)                   |
| Julien Stassen                           | 20 października 1988 | Belgia             | Idemasport-Biowanze (2012)                   |
| Antoine Warnier                          | 24 czerwca 1993      | Belgia             | Color Code-Biowanze (2014)                   |
| Thomas Wertz (1 sty–31 lip)              | 6 listopada 1992     | Belgia             | Color Code-Biowanze (2014)                   |
|                                          |                      |                    |                                              |
| Źródła: ProCyclingStats Cycling Archives |                      |                    |                                              |

#### Zwycięstwa
| Zwycięstwa    | Zwycięstwa                                   | Zwycięstwa | Zwycięstwa | Zwycięstwa          | Zwycięstwa |
| Data          | Wyścig                                       | Państwo    | Kategoria  | Zwycięzca           |            |
| ------------- | -------------------------------------------- | ---------- | ---------- | ------------------- | ---------- |
| 13 marca 2016 | Istarsko Proljeće, klasyfikacja generalna    | Chorwacja  | 2.2        | Olivier Pardini     |            |
| 23 mar        | Tour de Normandie, 2. etap                   | Francja    | 2.2        | Olivier Pardini     |            |
| 26 mar        | Tour de Normandie, 5. etap                   | Francja    | 2.2        | Baptiste Planckaert |            |
| 27 marca 2016 | Tour de Normandie, klasyfikacja generalna    | Francja    | 2.2        | Baptiste Planckaert |            |
| 10 kwi        | Circuit des Ardennes, klasyfikacja generalna | Francja    | 2.2        | Olivier Pardini     |            |
| 10 kwi        | Circuit des Ardennes, 3. etap                | Francja    | 2.2        | Olivier Pardini     |            |
| 16 kwi        | Tour du Finistère                            | Francja    | 1.1        | Baptiste Planckaert |            |
| 31 lip        | Polynormande                                 | Francja    | 1.1        | Baptiste Planckaert |            |